# سنجاقک دم‌آبی کمیاب
سنجاقک دم‌آبی کمیاب (نام علمی: Ischnura pumilio) نام یک گونه از سرده دم‌چنگالی‌ها (Ischnura) است.
تفاوت این گونه با دیگر گونه‌های دم‌چنگالی‌ها زیاد است و بنابراین تشخیص آن آسان است، بال‌نشانه (ترواستیگما) در بالهای جلویی حالت لوزی شکل متورم دارد و دو رنگ است، ممکن است بخش بالایی آن آبی رنگ شود و از همه مهمتر این است که اندازه بال‌نشانه در بال جلویی بزرگ‌تر از بال عقبی است (تقریباً دو برابر).
بال‌نشانه در بال‌های پشتی معمولاً تک رنگ بوده و دارای حالت دانه دار قهوه‌ای رنگ است.
معمولاً رنگ آبی در نرها مشخص تر است ولی ممکن است بسیار شبیه به هم یا همرنگ باشند.
ویژگی مهم دیگر این گونه حالت دگرفام (هتروکروم) یا با رنگ متفاوت نسبت به نرها است. در بعضی از جمعیت‌ها ماده‌هایی با رنگ نارنجی روشن یا خردلی تیره دیده می‌شوند که به فرم نارنجی معروف است. این نمونه نارنجی به ندرت در میان جمعیت و در تعداد بسیار کم دیده می‌شود.
این نمونه در سراسر ایران بیشتر با تعداد بالا در آب‌های دارای حرکت کمتر و دمای بیشتر دیده می‌شود.